# Александар Тутуш
Александар Тутуш (Книн, 1974) српски је књижевник и есејиста. Он се се у својим дјелима бави и разрачунава са стварним узроцима и посљедицама ратних збивања. 

## Биографија
Рођен у Книну, 1974. проводећи године дјетињства у Буковици, затим у залеђу Сплита у младим годинама као службеничко дијете, син православног свештеника. Избјегао је у прогнаничкој колони 1995.
Александар Тутуш је дипломирао филозофију на Универзитету Црне Горе. 
Проучавајући одлике и тежину умјетничког бављења злочином чији су починиоци из редова властитог народа 2018. под логом идавачке куће Бернар објављује први роман с насловом 671. Тема је отмица путника из воза на линији Београд - Бар 1993. године  у мјесту Штрпци у БиХ.  
Истражујући рецепцију и читање злочина као етички ниво и предуслов разумјевања историје, у чијем вртлогу се опет испоставља невиност, овог пута са аспекта и позиције жртве Александар Тутуш 2019. у истој издавачкој кући представља свој други роман Молитва под морем. У делу књижевник третира тему покоља над српским народом у НДХ и то у првим мјесецима рата на подручју једне српске енклаве на обали Подгорског канала. 
Промјене које је донијело колективно искуство пандемије инспирише аутора у стварању једног дистопијског романа под насловом Тунел (Чигоја 2021).
Објавио је збирку приповетки Приче уз ватру, илустровано издање које објављује загребачка Просвјета у сарадњи са СКЗ из Београда (2024).
Објављује колумне за интернет портале.
Живи између Београда, Даблина и Книна.